# Велка
Велка (на словенски: Velka) е село в Словения, Корошки регион, община Дравоград. Според Националната статистическа служба на Република Словения през 2015 г. селото има 47 жители.